# Коефіцієнт рентабельності операційного прибутку
Коефіцієнт рентабельності операційного прибутку (Operating profit margin) показує частку операційного прибутку в обсязі продажів.
Розраховується за формулою:
OPM = Операційний прибуток / Чиста виручка
Для розрахунку використовуються підсумкові значення даних звіту про фінансові результати за період розрахунку.
Згідно з міжнародними стандартами бізнес-планування застосовується як один з фінансових показників ефективності бізнес-планів